# 光亮峨眉杜鹃
光亮峨眉杜鹃（学名：Rhododendron nitidulum var. omeiense）为杜鹃花科杜鹃花属下的一个变种。

## 扩展阅读
- 維基物種上的相關：光亮峨眉杜鹃